# Ärgmossor
Ärgmossor (Zygodon) är ett släkte av bladmossor. Ärgmossor ingår i familjen Orthotrichaceae.

## Bildgalleri

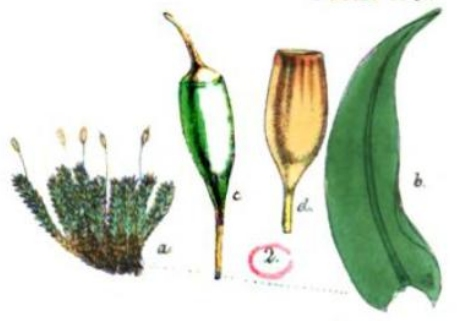
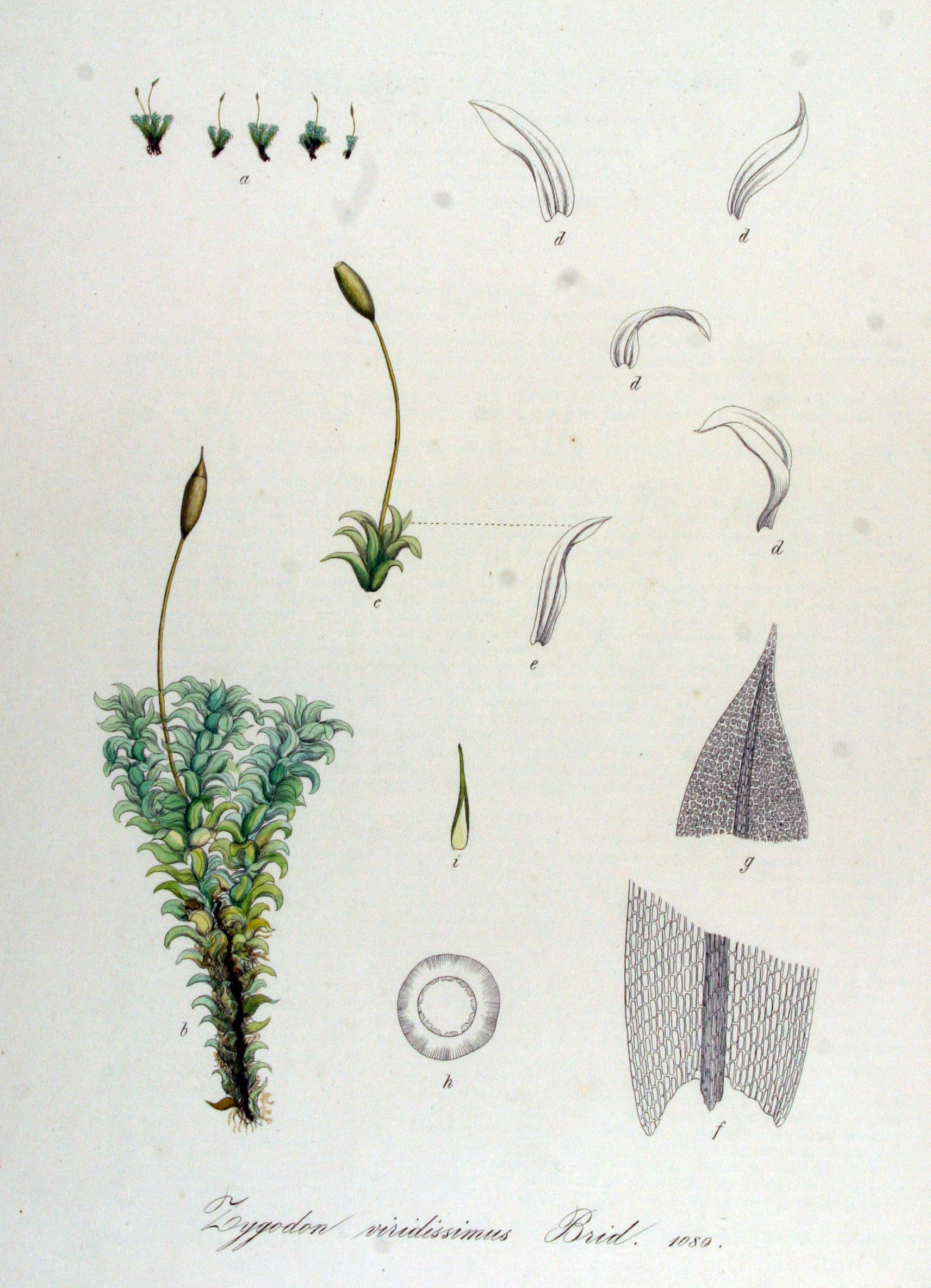
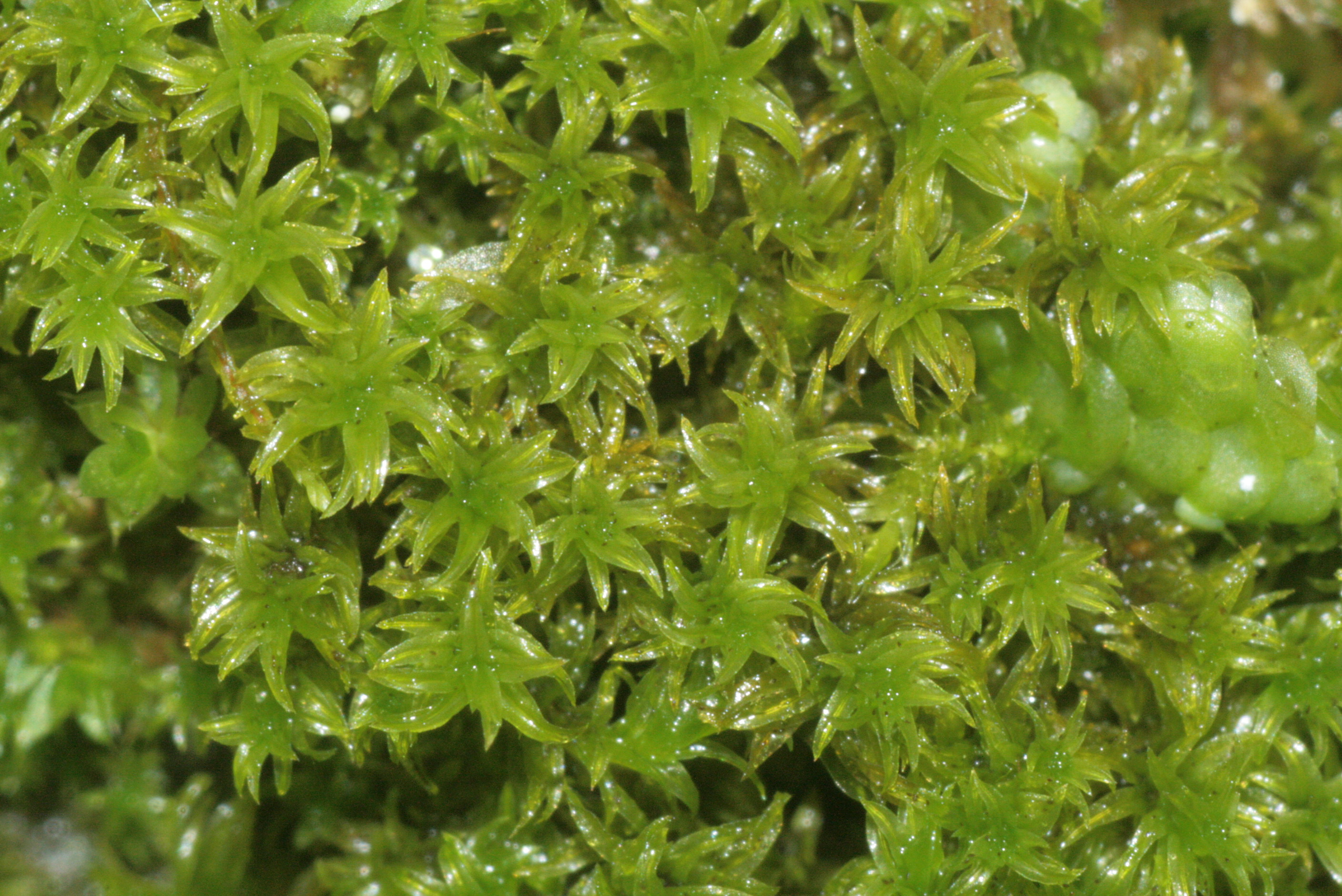
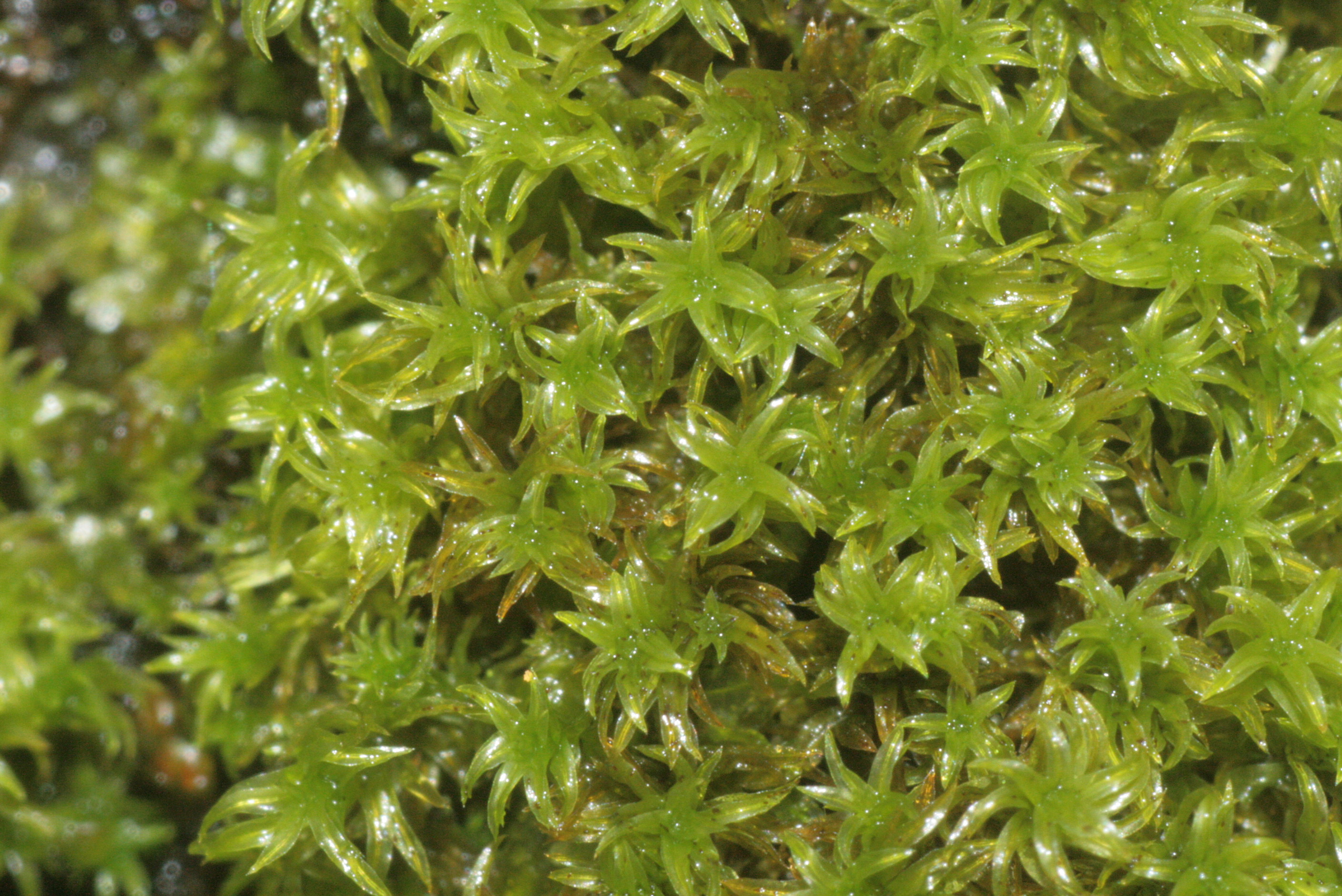
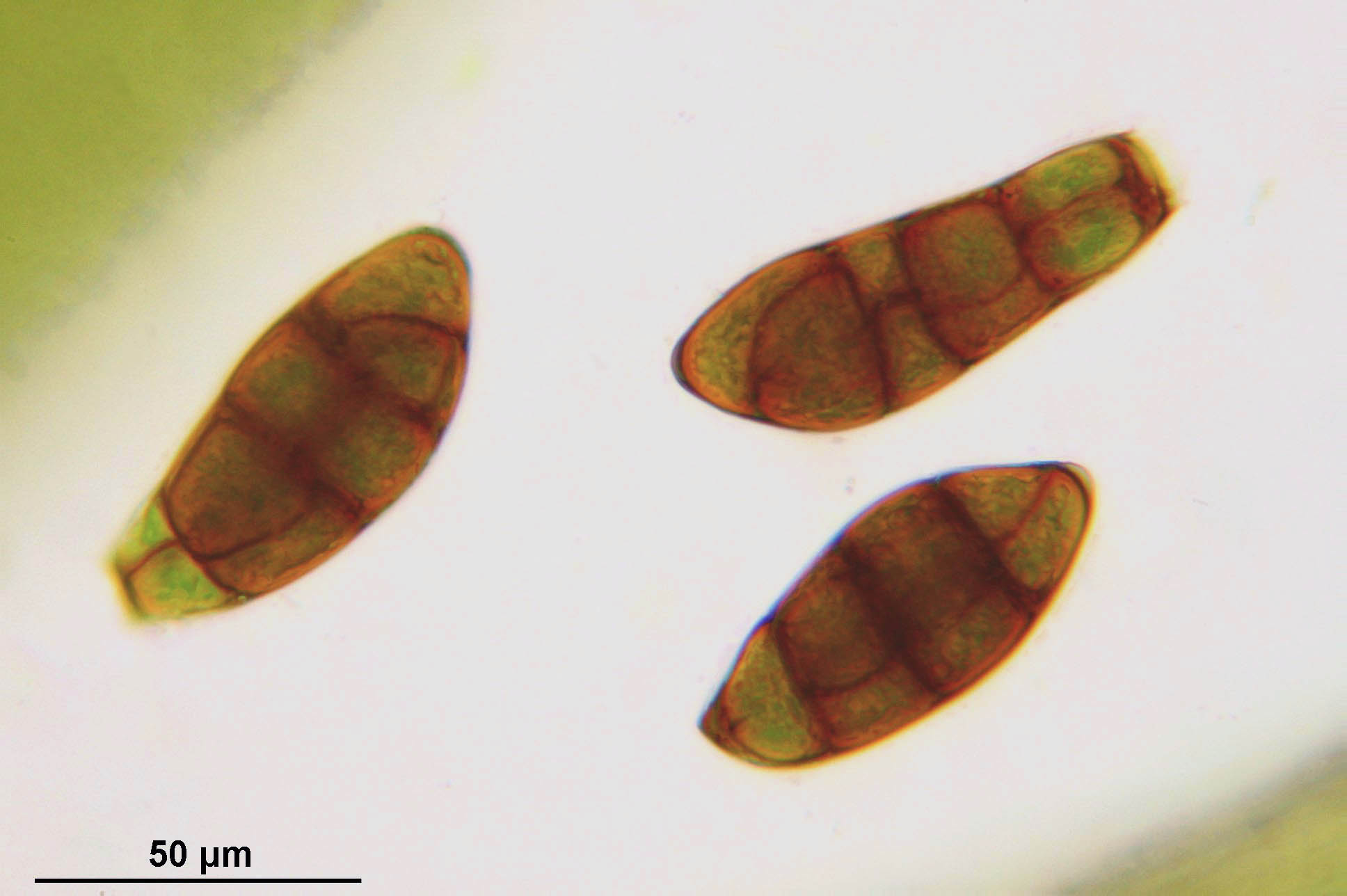
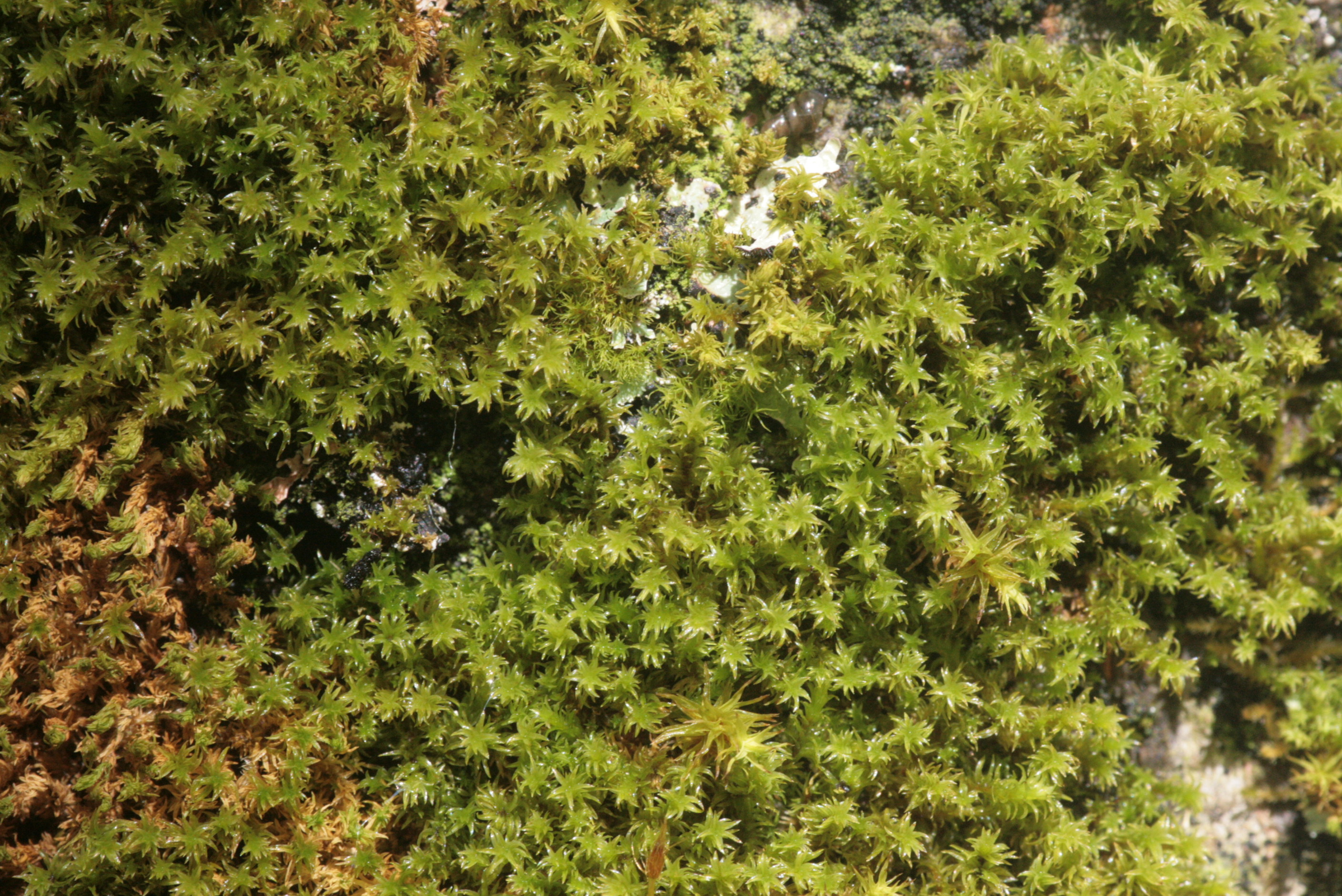

## Dottertaxa till Ärgmossor, i alfabetisk ordning[1][2]
- Zygodon acutifolius
- Zygodon altarensis
- Zygodon angustatus
- Zygodon apiculatus
- Zygodon barbuloides
- Zygodon bartramioides
- Zygodon brevipes
- Zygodon brevisetus
- Zygodon campylophyllus
- Zygodon cernuus
- Zygodon conoideus
- Zygodon corralensis
- Zygodon cylindricus
- Zygodon dentatus
- Zygodon dioicus
- Zygodon dixonii
- Zygodon ehrenbergii
- Zygodon erosus
- Zygodon fasciculatus
- Zygodon forsteri
- Zygodon fragilis
- Zygodon fruticola
- Zygodon gracilis
- Zygodon gracillimus
- Zygodon hirsutus
- Zygodon hookeri
- Zygodon humilis
- Zygodon inermis
- Zygodon insularum
- Zygodon intermedius
- Zygodon johnstonii
- Zygodon laxifolius
- Zygodon leptobolax
- Zygodon leptocarpus
- Zygodon liebmannii
- Zygodon longicellularis
- Zygodon longisetus
- Zygodon lukasii
- Zygodon macrophyllus
- Zygodon magellanicus
- Zygodon microgemmaceus
- Zygodon microtheca
- Zygodon minutus
- Zygodon nivalis
- Zygodon novo-guinensis
- Zygodon obovalis
- Zygodon ochraceus
- Zygodon oeneus
- Zygodon papillatus
- Zygodon parvulus
- Zygodon patrum
- Zygodon perichaetialis
- Zygodon perreflexus
- Zygodon peruvianus
- Zygodon petrophilus
- Zygodon pichinchensis
- Zygodon pilosulus
- Zygodon podocarpi
- Zygodon polyptychus
- Zygodon porteri
- Zygodon quitensis
- Zygodon ramulosus
- Zygodon reinwardtii
- Zygodon robustus
- Zygodon roccatii
- Zygodon rubrigemmius
- Zygodon rufescens
- Zygodon runcinatus
- Zygodon rupestris
- Zygodon schenckei
- Zygodon schimperi
- Zygodon semitortus
- Zygodon sendtneri
- Zygodon seriatus
- Zygodon setulosus
- Zygodon sibiricus
- Zygodon skujae
- Zygodon sordidus
- Zygodon squarrosus
- Zygodon stenocarpus
- Zygodon stresemannii
- Zygodon strictus
- Zygodon subrecurvifolius
- Zygodon subsquarrosus
- Zygodon tetragonostomus
- Zygodon theriotii
- Zygodon trichomitrius
- Zygodon tristis
- Zygodon venezuelensis
- Zygodon vestitus
- Zygodon wightii
- Zygodon viridissimus
- Zygodon yuennanensis